# 史載德 (嘉靖進士)
史載德（1506年—？），字惟一，號吉菴，直隸河間府任丘縣人，明朝政治人物。

## 生平
嘉靖七年（1528年）戊子科順天府鄉試第七十二名舉人。嘉靖二十年（1541年）中式辛丑科會試第二百七十七名，登第三甲第一百四十四名進士。授山西聞喜知縣，嘉靖二十六年（1547年）六月選河南道監察御史，巡按遼東，监督軍民修筑城堡，二十八年巡按南直隶。出为山東萊州府知府，闢田興學，转陕西副使，振武飭邊，多所建白。累官山東參政，卒于官。

## 家族
曾祖史璘；祖父史文信，香城人，贡生，歷官大同府通判、朔州知州；父史濟，字本楫，好善樂施，邑令有善人之旌，以子载德封御史；母于氏。具庆下。弟載賢。子桢、极、相、構，俱监生。